# Kolmiloukko
Kolmiloukko är en sjö i Finland. Den ligger i kommunen Suomussalmi i landskapet Kajanaland, i den centrala delen av landet, 600 km norr om huvudstaden Helsingfors. Kolmiloukko ligger 230,4 meter över havet. Den är 7,6 meter djup. Arean är 70,3 hektar och strandlinjen är 6,38 kilometer lång. Sjön  ingår i Ijo älvs huvudavrinningsområde.   Den ligger vid sjön Pesiöjärvi.